# Бактеріофаг Qβ
Бактеріофаг Qβ (Bacteriophage Qβ; інші назви — Escherichia virus Qbeta, Enterobacteria phage Qbeta) — вид одноланцюгових РНК-вірусів родини Leviviridae.

## Опис
Позитивно спрямований одноланцюговий РНК-вірус. Капсид ікосаедричної форми, діаметром 25 нм. Паразитує у бактерії Escherichia coli (кишкова паличка). Входить у клітину господаря після приєднання до сторони F pilus.

### Генетика
Геном Qβ завдовжки 4218 нуклеотидів. Він має три відкритих рамки зчитування і кодує чотири білка: A1, A2, CP і qβ-репліказа. Геном має структуру, який регулює експресію гена і захищає геном від РНКази господаря.

#### Білок A2
Білок A2 називають білком дозрівання через його лізисну активність. На кожному віріоні присутня одна копія A2. Механізм лізису подібний до механізму лізису пеніциліну; A2 інгібує утворення пептидоглікану, інгібуючи фермент UDP-N-ацетилглюкозамін 1-карбоксивінілтрансфераза (MurA), який каталізує перший етап синтезу пептидоглікану.
A2 також призначений для розпізнавання комірок і клітини-господаря. Коли білок зв'язується з пілюсом бактерії, він розщеплюється і утворює пори в оболонці господаря.

## РНК-полімераза
РНК-полімераза, що копіює і позитивні і негативні РНК, є комплексом з чотирьох білків: бета-субодиниця (репліказа) кодується фагом, тоді як три інші субодиниці кодуються бактеріальним геномом: альфа-субодиниця (рибосомний білок S1), гамма-субодиниця (EF-Tu) та дельта-субодиниця (EF-Ts).